# Wilhelm Hengstenberg (Orientalist)
Wilhelm Hengstenberg (* 9. April 1885 in Stuttgart; † 31. Mai 1963 ebenda) war ein deutscher Orientalist.

## Leben
Der Sohn des Kaufmanns Wilhelm Hengstenberg und dessen Frau Marie (geb. Schaur) studierte nach dem Abitur 1904 am Karls-Gymnasium Stuttgart in München und ein Semester in Paris. 1909 promovierte er. 1922 wurde er an der Universität München zum Privatdozenten für das Fach Sprachen des christlichen Orients ernannt. 1928 wurde er zum außerplanmäßigen, 1939 zum außerordentlichen Professor berufen. 1947 wurde er zum planmäßigen außerordentlichen Professor berufen. 1952 folgte die Übernahme in ein Beamtenverhältnis auf Lebenszeit. 1953 wurde er emeritiert. Er wurde am 5. Juni auf dem Pragfriedhof beerdigt.

## Schriften (Auswahl)
- Das griechische Januar-Menologium. Freising 1910, OCLC 39034514.